# Wesmaelius tjederi
Wesmaelius tjederi is een insect uit de familie van de bruine gaasvliegen (Hemerobiidae), die tot de orde netvleugeligen (Neuroptera) behoort. 
Wesmaelius tjederi is voor het eerst wetenschappelijk beschreven door Kimmins in 1963.